# Distrito electoral local 3 de Hidalgo
El Distrito electoral local 3 de Hidalgo es uno de los dieciocho distritos electorales locales del estado de Hidalgo para la elección de diputados locales. Su cabecera es la ciudad de Tlanchinol.

## Historia

### Tlanchinol como cabecera distrital

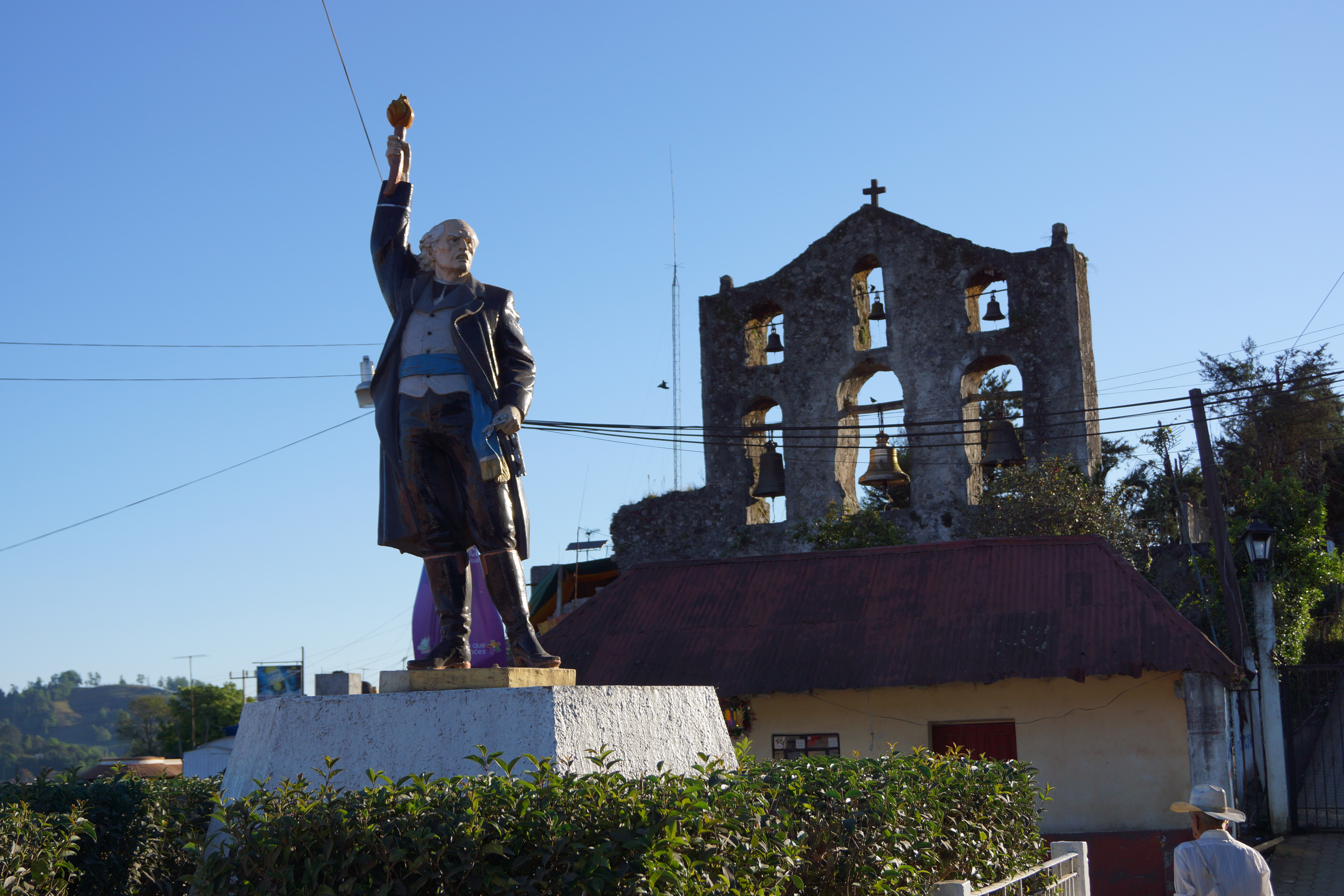
Tlanchinol sede del Consejo distrital.

En el año 2023, se aprobó una nueva demarcación territorial, quedando Tlanchinol como cabecera distrital.

## Demarcación territorial
Este distrito está integrado por un total de ocho municipios, que son los siguientes:
- Atlapexco, integrado por 16 secciones electorales.
- Calnali, integrado por 15 secciones electorales.
- Huautla, integrado por 26 secciones electorales.
- Huazalingo, integrado por 10 secciones electorales.
- Lolotla, integrado por 8 secciones electorales.
- Tlanchinol, integrado por 26 secciones electorales.
- Xochiatipan, integrado por 13 secciones electorales.
- Yahualica, integrado por 15 secciones electorales.

## Diputados por el distrito
- LXIII Legislatura (2016-2018)
  - Erika Saab Lara (PRI).[6][7]
- LXIV Legislatura
  - Adela Pérez Espinoza, PRI (2018-2020).[8][9]
  - Miriam del Carmen Candelaria García, PRI (2020-2021).[10]
- LXV Legislatura
  - José Noé Hernández Bravo, PANALH (2021-2024).[11]